# Rolls-Royce Vulture
Rolls-Royce Vulture byl britský letecký motor vyvinutý krátce před druhou světovou válkou společností Rolls-Royce Limited. Měl zvláštní konfiguraci – šlo o „motor s 24 válci do X“, jehož čtyři bloky válců, odvozené z motoru Rolls-Royce Peregrine, byly napojeny na společnou klikovou skříň s jedním klikovým hřídelem. Motor byl původně navržen tak, aby dodával výkon přibližně 1750 koňských sil (1300 kW), ale přetrvávající problémy s jeho konstrukcí znamenaly, že byl v provozu jeho výkon snížen na přibližně 1450–1550 k omezením maximálních otáček za minutu.
Bylo sice plánováno, že bude motor Vulture použit u několika nových typů letadel, ale práce na konstrukci motoru skončily v roce 1941, kdy se firma Rolls-Royce soustředila na úspěšnější konstrukci – motor Merlin. Rolls-Royce byl zpočátku přesvědčen, že tyto problémy dokážou vyřešit, ale zčásti kvůli zrychlenému vývoji v roce 1940, se mnohem menší motor Merlin přiblížil stejné výkonnostní úrovni jako původní specifikace motoru Vulture, a tak výroba motoru Vulture po vyrobených pouhých 538 kusech skončila.
Další 24válcový motor, Napier Sabre, se po zdlouhavém vývojovém období osvědčil více než Vulture.

## Použití

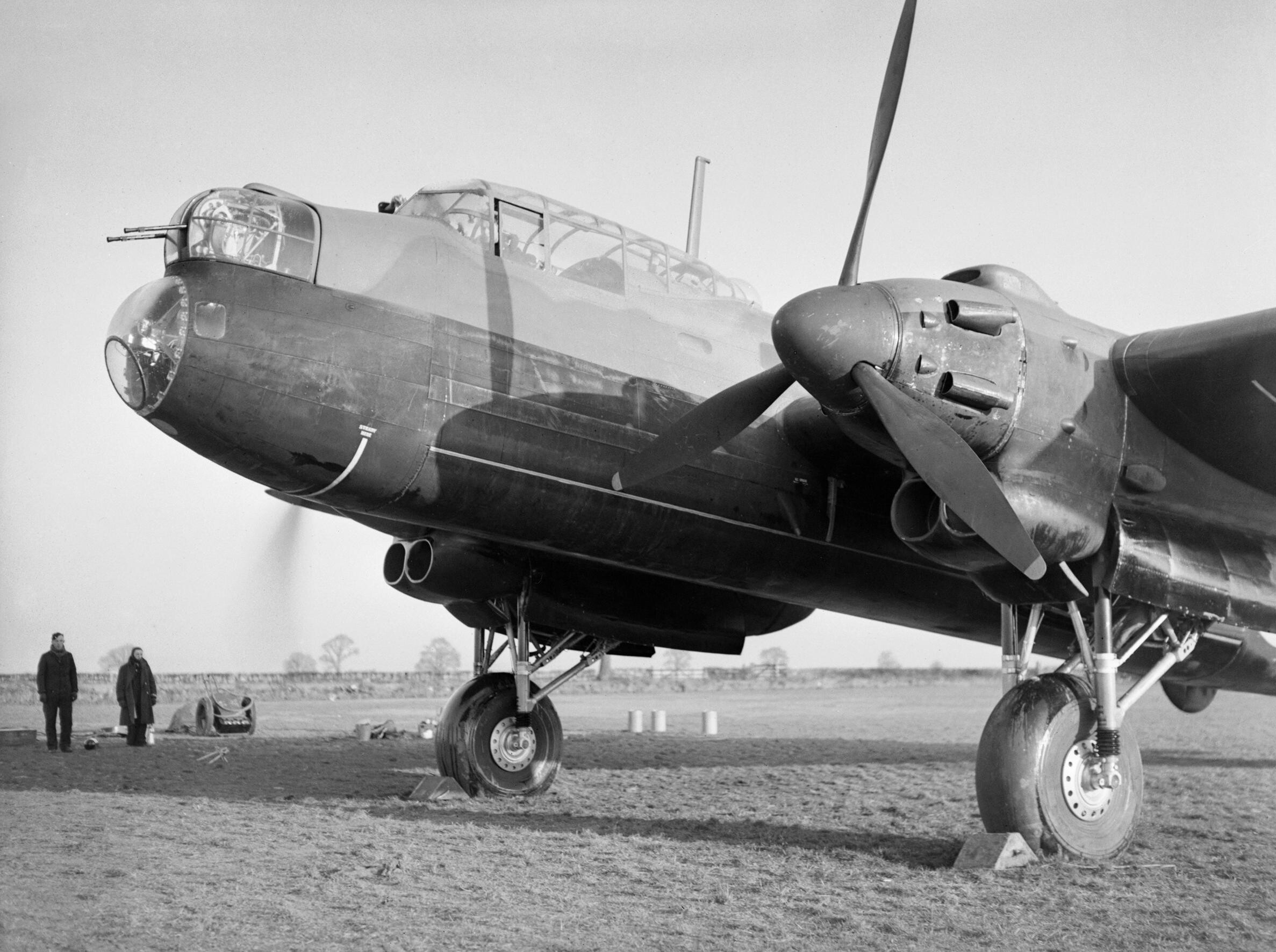
Avro Manchester II, viz dva výfuky po stranách

- Avro Manchester
- Blackburn B-20
- Hawker Henley
- Hawker Tornado
- Vickers Warwick

## Specifikace

### Technické údaje
- Typ: vodou chlazený přeplňovaný pístový motor s válci do X
- Vrtání: 127 mm
- Zdvih: 139,7 mm
- Zdvihový objem: 42,47 L
- Suchá hmotnost: 1 111 kg

### Součásti motoru
- Ventilový rozvod: OHC
- Kompresor: jednostupňový dvourychlostní
- Palivo: benzín s oktanovým číslem 100/130
- Chladicí soustava: Chlazení kapalinou, 70% voda/30% ethylenglykol
- Reduktor:

### Výkony
- Výkon: 1 780 k při 2 850 ot./min., +6 psi boost
- Kompresní poměr: 6:1